# Дуранте, Франческо
Франческо Дуранте (итал. Francesco Durante) — итальянский композитор.

## Биография
Родился 31 марта 1684 года в Фраттамаджоре, близ Неаполя. Музыке учился у своего дяди Анджело Дуранте, который был ректором консерватории «Сан-Онофрио», затем у Н. Фаго, М. Маркетти и А. Скарлатти.
С 1710 года преподавал в консерватории Сант-Онофрио-а-Капуана, был директором консерваторий Повери-ди-Джезу-Кристо (1728-38), Санта-Мария-ди-Лорето (1742-45).
Среди его учеников — Дж. Перголези, Н. Пиччинни, А. Саккини, Ф. Фенароли, Э. Дуни, Т. Траэтта, П. Гульельми, Дж. Паизиелло, В. Л. Чампи. В 1745 году стал директором «Сан-Онофрио» и руководил её до смерти. Был женат три раза. Скончался 13 августа 1755 года в Неаполе.

## Творчество
Дуранте — один из крупнейших представителей неаполитанской школы. В его сочинениях смешаны мелодическая выразительность и полифония. Дуранте писал преимущественно церковную музыку и не сочинял сценических произведений.
Среди произведений Дуранте — 50 мотетов, 13 месс, кантаты, 16 псалмов, гимны, 3 оратории, антифоны. Лучшими его произведениями признаны «Ламентации Иеремии» и «Месса в стиле Палестрины». Среди его камерных произведений — 12 мадригалов, 6 сонат для клавесина, концерты для скрипки. Писал также дуэты для голоса (полностью опубликованы в СССР в 1931 году), драматическая шутка «Чудеса божественного милосердия, обращённые к пастве славного св. Антония Падуанского», поставленная в 1705 году на одной из площадей в Неаполе.